# Kola (stad)
Kola (ryska: Ко́ла, nordsamiska: Guoládat, skoltsamiska: Kuâlõk, finska: Kuola) är en stad i Murmansk oblast i Ryssland. Staden ligger söder om Murmansk där Kola-floden rinner samman med Tuloma-floden. Kola är den äldsta staden på Kolahalvön. Folkmängden uppgår till cirka 10 000 invånare.

## Historia
Distriktet Kolo är först dokumenterat 1264 i ryska krönikor. Det första dokumenterade omnämnandet av staden Kola är daterat 1565. Området bosattes av pomorer, som också byggde fästningen vid Kola. 1854 jämnades staden till grunden vid en dygnslång beskjutning från Royal Navys HMS Miranda under Krimkriget. Kola kom efter återuppbyggnaden att minska i betydelse och bli en satellitstad i skuggan av Murmansk.

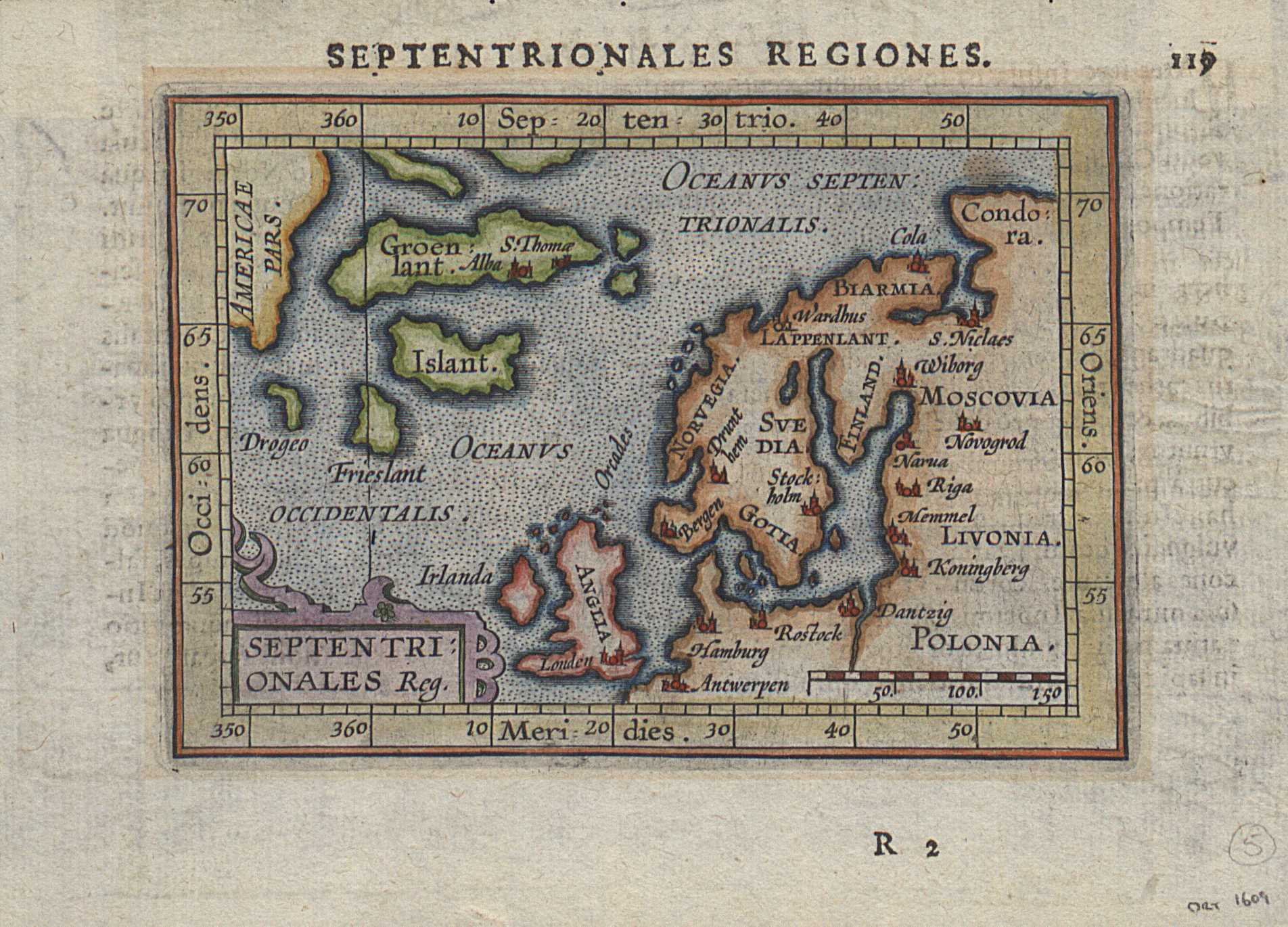
Staden Kola på en holländsk karta från 1601.